# Lista dos campeões estaduais de futebol do Brasil em 2021
A lista a seguir traz dados acerca dos campeonatos estaduais de futebol realizados no Brasil em 2021.
Significados das colunas:
- Estado: nome do estado, listados em ordem alfabética.
- Copa do Brasil 2022: times classificados para a Copa do Brasil em sua edição de 2022 pelo Campeonato Estadual. [Ordem de posição final]
- Série D 2022: times classificados para o Campeonato Brasileiro de Futebol - Série D em sua edição de 2022.
- Final: placares dos jogos finais ou, em caso de não ter havido final, a vantagem do campeão ao final do campeonato.
- Rebaixados: times rebaixados para a divisão inferior (Segunda Divisão, Série B, Módulo II, Série A2) de 2022.

## Estaduais
| Estado | Campeão/Artilheiro                                                                                   | Vice-campeão    | Copa do Brasil 2022                                   | Série D 2022                               | Final                                                                    | Rebaixados                                                         |
| ------ | --- | --------------- | ----------------------------------------------------- | ------------------------------------------ | ------------------------------------------------------------------------ | ------------------------------------------------------------------ |
| AC     | Rio Branco-AC (48° título) Gleisson (Humaitá) / Rodrigo (Atlético Acreano) 6 gols                    | Humaitá         | Humaitá Rio Branco-AC                                 | Humaitá Rio Branco-AC                      | Humaitá 1 x 0 Rio Branco-AC 1 (4) x (2) 0 Humaitá                        |                                                                    |
| AL     | CSA (40° título) Bruno Mota (CSA) 9 gols                                                             | CRB             | CRB CSA                                               | CSE                                        | CSA 0 x 0 CRB 1 (3) x (4) 1 CSA                                          | CEO Coruripe                                                       |
| AM     | Manaus (4° título) Diego Rosa (Manaus) 7 gols                                                        | São Raimundo-AM | Manaus São Raimundo-AM                                | Amazonas São Raimundo-AM                   | São Raimundo-AM 2 x 1 Manaus 3 x 2 São Raimundo-AM                       |                                                                    |
| AP     | Trem (6° título) Luciano (Santos-AP) 8 gols                                                          | Santos-AP       | Trem                                                  | Santos-AP Trem                             | Santos-AP 0 x 0 Trem 2 (5) x (3) 2 Santos-AP                             |                                                                    |
| BA     | Atlético de Alagoinhas (1° título) Ronan (Atlético de Alagoinhas) 5 gols                             | Bahia de Feira  | Atlético de Alagoinhas Bahia de Feira Juazeirense     | Atlético de Alagoinhas Bahia de Feira      | Atlético de Alagoinhas 2 x 2 Bahia de Feira 2 x 3 Atlético de Alagoinhas | Fluminense de Feira                                                |
| CE     | Fortaleza (44° título - 3º consec.) Olávio (Atlético Cearense) 14 gols                               | Ceará           | Ceará Ferroviário                                     | Crato Icasa Pacajus                        | Fortaleza 0 x 0 Ceará                                                    | Barbalha Guarany de Sobral                                         |
| DF     | Brasiliense (10° título) Zé Love (Brasiliense) 11 gols                                               | Ceilândia       | Brasiliense Ceilândia                                 | Brasiliense Ceilândia                      | Brasiliense 1 x 0 Ceilândia                                              | Formosa Real Brasília Samambaia Sobradinho                         |
| ES     | Real Noroeste (1° título) Edinho (Vitória-ES) 7 gols                                                 | Rio Branco VN   | Real Noroeste                                         | Real Noroeste                              | Real Noroeste 0 x 0 Rio Branco VN 1 (7) x (8) 1 Real Noroeste            | Pinheiros-ES São Mateus                                            |
| GO     | Grêmio Anápolis (1° título) Alex Henrique (Aparecidense) 8 gols                                      | Vila Nova       | Atlético Goianiense Grêmio Anápolis Vila Nova         | Anápolis Grêmio Anápolis Iporá             | Grêmio Anápolis 1 x 1 Vila Nova 1 (4) x (5) 1 Grêmio Anápolis            | Itumbiara Jaraguá                                                  |
| MA     | Sampaio Corrêa (35° título - 2º consec.) Felipe Cruz (Moto Club) 6 gols                              | Moto Club       | Moto Club Sampaio Corrêa                              | Moto Club                                  | Sampaio Corrêa 1 x 0 Moto Club 1 x 3 Sampaio Corrêa                      | Bacabal Imperatriz                                                 |
| MT     | Cuiabá (10° título) Lucas Cardoso (Operário VG) 8 gols                                               | Operário VG     | Operário VG Cuiabá                                    | Ação Operário VG                           | Operário VG 1 x 2 Cuiabá 1 x 1 Operário VG                               | Poconé Sinop                                                       |
| MS     | Costa Rica (1° título) Joãozinho (Costa Rica) 15 gols                                                | Dourados        | Costa Rica                                            | Costa Rica                                 | Hexagonal Final                                                          | Novo Três Lagoas                                                   |
| MG     | Atlético Mineiro (46° título - 2º consec.) Rodolfo (América Mineiro) 7 gols                          | América Mineiro | Cruzeiro Pouso Alegre Tombense URT                    | Caldense Pouso Alegre URT                  | América Mineiro 0 x 0 Atlético Mineiro 0 x 0 América Mineiro             | Boa Esporte Coimbra                                                |
| PA     | Paysandu (49° título - 2º consec.) Cris Maranhense (Bragantino-PA) / Paulo Rangel (Tuna Luso) 8 gols | Tuna Luso       | Castanhal Paysandu Tuna Luso                          | Castanhal Tuna Luso                        | Tuna Luso 4 x 2 Paysandu 4 x 1 Tuna Luso                                 | Carajás Gavião Kyikatejê                                           |
| PB     | Campinense (21° título) Birungueta (Treze) 5 gols                                                    | Sousa           | Campinense Sousa                                      | São Paulo Crystal Sousa                    | Campinense 1 x 0 Sousa 0 x 0 Campinense                                  | Perilima                                                           |
| PR     | Londrina (5° título) Rodrigo Bassani (Maringá) 7 gols                                                | FC Cascavel     | Azuriz FC Cascavel Londrina Operário-PR               | Azuriz Cianorte FC Cascavel                | Londrina 1 x 1 FC Cascavel 1 (5) x (6) 1 Londrina                        | Cascavel CR Toledo                                                 |
| PE     | Náutico (23° título) Kieza (Náutico) 10 gols                                                         | Sport           | Náutico Salgueiro Sport                               | Afogados Retrô                             | Sport 1 x 1 Náutico 1 (5) x (4) 1 Sport                                  | Central Vitória das Tabocas                                        |
| PI     | Altos (3° título) Manoel (Altos) 13 gols                                                             | Fluminense-PI   | Altos Fluminense-PI                                   | 4 de Julho Fluminense-PI                   | Fluminense-PI 1 x 2 Altos 3 x 0 Fluminense-PI                            | Picos Tiradentes-PI                                                |
| RJ     | Flamengo (37° título - 3º consec.) Alef Manga (Volta Redonda) 9 gols                                 | Fluminense      | Nova Iguaçu Portuguesa-RJ Volta Redonda Vasco da Gama | Nova Iguaçu Portuguesa-RJ                  | Fluminense 1 x 1 Flamengo 3 x 1 Fluminense                               | America Americano Cabofriense Friburguense Macaé Sampaio Corrêa-RJ |
| RN     | Globo (1° título) Wallace Pernambucano (América de Natal) 14 gols                                    | ABC             | ABC Globo                                             | América de Natal Globo                     | Globo 2 x 1 ABC 1 x 1 Globo                                              | Palmeira                                                           |
| RS     | Grêmio (40° título - 4º consec.) Diego Souza (Grêmio) 7 gols                                         | Internacional   | Grêmio Internacional Juventude                        | Aimoré Caxias                              | Internacional 1 x 2 Grêmio 1 x 1 Internacional                           | Esportivo Pelotas                                                  |
| RO     | Porto Velho (2° título - 2° consec.) Douglas (União Cacoalense) / Wilker (Ji-Paraná) 4 gols          | Real Ariquemes  | Porto Velho                                           | Porto Velho Real Ariquemes                 | Real Ariquemes 1 x 1 Porto Velho 1 (5) x (3) 1 Real Ariquemes            | Genus Ji-Paraná                                                    |
| RR     | São Raimundo-RR (12° título - 6° consec.) Edinho Canutama (GAS) / Max (Náutico-RR) 6 gols            | Náutico-RR      | São Raimundo-RR                                       | Náutico-RR São Raimundo-RR                 | São Raimundo-RR 2 x 1 Náutico-RR                                         |                                                                    |
| SC     | Avaí (18° título) Perotti (Chapecoense) 15 gols                                                      | Chapecoense     | Avaí Chapecoense                                      | Juventus de Jaraguá Marcílio Dias Próspera | Avaí 2 x 1 Chapecoense 1 x 1 Avaí                                        | Criciúma Metropolitano                                             |
| SP     | São Paulo (22° título) Bruno Mezenga (Ferroviária) 9 gols                                            | Palmeiras       | Ferroviária Mirassol Novorizontino São Paulo          | Ferroviária Inter de Limeira Santo André   | Palmeiras 0 x 0 São Paulo 2 x 0 Palmeiras                                | São Bento São Caetano                                              |
| SE     | Sergipe (35° título) Felipe Alves (Lagarto) 7 gols                                                   | Lagarto         | Lagarto Sergipe                                       | Lagarto Sergipe                            | Sergipe 3 x 1 Lagarto 1 x 0 Sergipe                                      | América de Pedrinhas Dorense                                       |
| TO     | Tocantinópolis (4° título) Jheimy (Tocantinópolis) 9 gols                                            | Araguacema      | Tocantinópolis                                        | Tocantinópolis                             | Araguacema 0 x 1 Tocantinópolis 1 x 0 Araguacema                         |                                                                    |

## Turnos Estaduais
| Campeonato                    | Primeiro Turno                 | Segundo Turno                       |
| ----------------------------- | ------------------------------ | ----------------------------------- |
| Campeonato Acriano            | Primeiro Turno / Humaitá       | Segundo Turno / Rio Branco-AC       |
| Campeonato Carioca - Série A2 | Taça Santos Dumont / Audax Rio | Taça Corcovado / Gonçalense         |
| Campeonato Carioca - Série B1 | Taça Maracanã / Pérolas Negras | Taça Waldir Amaral / Pérolas Negras |
| Campeonato Potiguar           | Taça Cidade de Natal / Globo   | Taça Rio Grande do Norte / ABC      |
| Campeonato Roraimense         | Primeiro Turno / Náutico-RR    | Segundo Turno / São Raimundo-RR     |

## Torneios Extra
| Estado          | Competição                      | Campeão                    | Vice-Campeão | Outros participantes                               |
| --------------- | ------------------------------- | -------------------------- | ------------ | -------------------------------------------------- |
| CE - (Detalhes) | Taça Padre Cícero               | Pacajus (1º título)        | Crato        | —                                                  |
| MG - (Detalhes) | Campeonato Mineiro do Interior  | Tombense (3º título)       | Pouso Alegre | —                                                  |
| MG - (Detalhes) | Taça Inconfidência              | Pouso Alegre (1° título)   | URT          | Athletic Caldense                                  |
| RJ - (Detalhes) | Taça Rio                        | Vasco da Gama (11º título) | Botafogo     | Madureira Nova Iguaçu                              |
| RS - (Detalhes) | Campeonato do Interior Gaúcho   | Juventude (16º título)     | —            | —                                                  |
| SP - (Detalhes) | Campeonato Paulista do Interior | Novorizontino (1° título)  | Ponte Preta  | Botafogo-SP Ituano Red Bull Bragantino Santo André |

## Divisões de Acesso
| Estado | Divisão           | Campeão                           | Promovidos                          | Rebaixados |
| ------ | ----------------- | --------------------------------- | ----------------------------------- | --- |
| AL     | Segunda Divisão   | Cruzeiro de Arapiraca (1° título) | Cruzeiro de Arapiraca               | |
| AM     | Série B           | Manauara (1° Título)              | Manauara Operário-AM                | |
| BA     | Segunda Divisão   | Barcelona de Ilhéus (1° título)   | Barcelona de Ilhéus                 | |
| CE     | Série B           | Maracanã-CE (2° título)           | Iguatu Maracanã-CE                  | Pacatuba União-CE                                                                                              |
| CE     | Série C           | Guarani de Juazeiro (1° título)   | Tirol Guarani de Juazeiro           | |
| DF     | Segunda Divisão   | Paranoá (3° título)               | Brasília Paranoá                    | |
| ES     | Série B           | Nova Venécia (1° título)          | CTE Colatina Nova Venécia           | |
| GO     | Divisão de Acesso | Goiatuba (3° Título)              | Goiatuba Morrinhos                  | Novo Horizonte                                                                                                 |
| GO     | Terceira Divisão  | Cerrado (1° título)               | ASEEV Cerrado                       | |
| MA     | Série B           | Cordino (1° título)               | Cordino Tuntum                      | Chapadinha Tupan Viana Eliminados na Pré-Série B: Americano-MA Araioses Expressinho ITZ Sport JV Lideral Sabiá |
| MT     | Segunda Divisão   | Sport Sinop (1° título)           | Academia Sport Sinop                | |
| MS     | Série B           | Naviraiense (2° título)           | Coxim Naviraiense                   | |
| MG     | Módulo II         | Villa Nova (2° título)            | Democrata GV Villa Nova             | Guarani-MG Serranense                                                                                          |
| MG     | Segunda Divisão   | Uberaba (2° título)               | Uberaba Varginha                    | |
| PA     | Segunda Divisão   | Amazônia (1° título)              | Amazônia Caeté                      | |
| PB     | Segunda Divisão   | CSP (2° título)                   | Auto Esporte-PB CSP Sport-PB        | Inter da Paraíba Esporte de Patos                                                                              |
| PB     | Terceira Divisão  | Spartax (1° título)               | Paraíba de Itaporanga Spartax       | |
| PR     | Segunda Divisão   | São Joseense (1° título)          | São Joseense União                  | Araucária Nacional-PR                                                                                          |
| PR     | Terceira Divisão  | Aruko (1° título)                 | Aruko Foz do Iguaçu                 | |
| PE     | Série A2          | Caruaru City (1° título)          | Caruaru City Íbis                   | |
| PI     | Segunda Divisão   | Oeirense (1° título)              | Corisabbá Oeirense                  | |
| RJ     | Série A2          | Audax Rio (1° título)             | Audax Rio                           | Duque de Caxias                                                                                                |
| RJ     | Série B1          | Olaria (1° título)                | Olaria                              | Carapebus Goytacaz                                                                                             |
| RJ     | Série B2          | Paduano (1° título)               | Araruama Paduano                    | Casimiro de Abreu Queimados FC                                                                                 |
| RJ     | Série C           | Paduano (1° título)               | Búzios Paduano                      | |
| RN     | Segunda Divisão   | Potyguar Seridoense (3° título)   | Potyguar Seridoense                 | |
| RO     | Série B           | Pimentense (2° título)            | Genus Pimentense                    | |
| RS     | Divisão de Acesso | União Frederiquense (1° título)   | Guarany de Bagé União Frederiquense | Bagé Igrejinha                                                                                                 |
| RS     | Segunda Divisão   | Santa Cruz-RS (1° título)         | Gaúcho Santa Cruz-RS                | |
| SC     | Série B           | Barra-SC (1° título)              | Barra-SC Camboriú                   | Caçador Fluminense-SC                                                                                          |
| SC     | Série C           | Blumenau (2° título)              | Blumenau Caravaggio                 | |
| SP     | Série A2          | São Bernardo (2° título)          | Água Santa São Bernardo             | EC São Bernardo Sertãozinho                                                                                    |
| SP     | Série A3          | Linense (2° título)               | Linense Primavera                   | Batatais Penapolense                                                                                           |
| SP     | Segunda Divisão   | União Suzano (1° título)          | Matonense União Suzano              | |
| SE     | Série A2          | Falcon (1° título)                | América de Propriá Falcon           | |
| TO     | Segunda Divisão   | União Carmolandense (1° título)   | Bela Vista União Carmolandense      | |